# Hirasa taiwana
Hirasa taiwana là một loài bướm đêm trong họ Geometridae.